# Holiday (film)
Holiday – amerykańska komedia romantyczna z 2006 roku opowiadająca o losach dwóch młodych kobiet, które zamieniły się domami na czas Bożego Narodzenia. Film kręcono w Los Angeles w USA oraz w Londynie i w hrabstwie Surrey w Anglii.

## Opis fabuły
Iris (Kate Winslet), redaktorka londyńskiej gazety, jest zakochana w swoim byłym partnerze, Jasperze (Rufus Sewell). Podczas imprezy bożonarodzeniowej Jasper ogłasza, że jest zaręczony z inną kobietą. Amanda Woods (Cameron Diaz) ma agencję produkującą zwiastuny filmowe w Los Angeles. Dowiedziała się, że jej partner, Ethan (Edward Burns) sypia ze swoją recepcjonistką. Amanda zrywa z nim i postanawia wziąć urlop, jako miejsce swojego pobytu wybiera wiejski domek w Surrey należący do Iris. Obie panie zamieniają się domami. Amanda nawiązuje relację z bratem Iris, Grahamem (Jude Law), a Iris – z Milesem (Jack Black).

## Obsada
- Cameron Diaz jako Amanda Woods
- Kate Winslet jako Iris
- Jude Law jako Graham
- Jack Black jako Miles
- Eli Wallach jako Arthur Abbott
- Edward Burns jako Ethan
- Rufus Sewell jako Jasper
- Miffy Englefield jako Sophie
- Emma Pritchard jako Olivia
- Sarah Parish jako Hannah
- Shannyn Sossamon jako Maggie
- Bill Macy jako Ernie
- Shelley Berman jako Norman
- Kathryn Hahn jako Bristol
- John Krasinski jako Ben
- Dustin Hoffman jako on sam
- Jon Prescott jako Chłopak Maggie
- Lindsay Lohan jako ona sama
- Lydia Blanco jako Marta
- Justin Collins jako Mężczyzna w WGA
- Ed Aristone jako Oficer bezpieczeństwa TSA
- Nicholas Downs jako Peter
- Gilbert Esquivel jako Jesus ogrodnik
- Nobel Chen jako Sługa
- Steve Humphreys jako Jeffrey
- Hope Riley jako Sarah Smith-Alcott
- Sean Lake jako Pisarz na Nagrodach Gildii Pisarzy
- Christina Leigh jako Asystentka pisarza
- Nikki Novak jako Piękna chuda dziewczyna
- Warren Ostergard jako Amator Sushi

## Muzyka
Muzykę skomponował Hans Zimmer. Niektóre utwory wykonali także Imogen Heap, Lorne Balfe, Ryeland Allison, Atli Orvarsson, Henry Jackman i Heitor Pereira.
1. „Maestro” – 3:53
2. „Iris and Jasper” – 3:24
3. „Kayak for One” – 1:30
4. „Zero” – 2:44
5. „Dream Kitchen” – 1:35
6. „Separate Vacations” – 1:47
7. „Anything Can Happen” – 0:48
8. „Light My Fire” – 1:14
9. „Definitely Unexpected” – 3:34
10. „If I Wanted to Call You” – 1:50
11. „Roadside Rhapsody” – 1:39
12. „Busy Guy” – 1:28
13. „For Nancy” – 1:27
14. „It's Complicated” – 1:00
15. „Kiss Goodbye” – 2:33
16. „Verso E Prosa” – 1:59
17. „Meu Passado” – 1:25
18. „The 'Cowch'” – 2:42
19. „Three Musketeers” – 2:44
20. „Christmas” – 2:32
21. „Gumption” – 3:45
22. „Cry” – 2:39